# Un priore per Scotland Yard
Un priore per Scotland Yard  (Crooks in Cloisters) è un film del 1964 diretto da Jeremy Summers e interpretato da Ronald Fraser, Barbara Windsor e Grégoire Aslan
Nel Regno Unito, il film uscì nelle sale l'11 agosto 1964.

## Produzione

### Riprese
Le riprese del film si sono svolte negli studi della Associated British Picture Corporation di Borehamwood (Hertfordshire) e a Saint Mawes, in Cornovaglia.